# カン・ヘヨン
カン・ヘヨン（姜蕙姸、강혜연、Kang Hye-yeon、1990年12月8日 - ）は韓国・仁川広域市出身（出生地は済州市）の女性トロット歌手。
韓国のガールズグループEXID（イーエックスアイディー）、BESTie（ベスティ）の元メンバー。身長164cm。血液型はA型。

## 来歴

### デビューまで
幼い頃から聖歌隊で音楽に親しみ、小学6年生の時に母と訪れた仁荷大学の学園祭でMAYA（マヤ）（英語版）のステージに感銘を受けて歌手を夢見る。高校2年生だった2007年、第9回「富平青少年歌謡祭」金賞受賞。大学の実用音楽科への進学試験の準備を進める中で、偶然目にしたオーディションに応募したところ合格。CUBEエンターテイメントの練習生としてデビューを目指す。

### アイドル時代
2012年2月16日、EXIDの初期メンバー「ダミ」としてデビュー。
　EXIDとしての活動については、EXIDの来歴 2012年を参照。
2013年7月12日、BESTieのリーダー「ヘヨン」として再デビュー。
　BESTieとしての活動については、BESTieの来歴を参照。
BESTieの活動が実質的に休止状態に陥ると、さまざまなアルバイトを掛け持ちしながらアフリカTVやYouTubeを通じて動画を配信する。
2017年10月から翌年2月にかけてKBSで放送されたオーディション番組『The Unit～アイドル再起プロジェクト』に出演。

### トロット歌手転向〜現在
BESTie時代の2014年に出演したMnetのサバイバル番組『トロットX』での活躍を見ていた芸能事務所関係者の勧めを受け、トロット歌手への転向を決意。2018年10月31日、本名の「カン・ヘヨン」としてソロデビュー。翌11月にはKBSの長寿音楽番組『歌謡舞台』に初出演。以後も継続的に出演を重ね、2020年6月1日の放送回では赤いワンピース姿でうさぎダンスを披露して話題をさらい、大手ポータルサイトのネイバーでリアルタイム検索の1位に浮上した。
2020年12月から2021年3月、テレビ朝鮮のオーディション番組『明日はミス・トロット2』に出演。その愛らしいルックスから「トロットリス」の愛称で注目を集める。10月17日には世宗大学大洋ホールで初の単独公演を開催。
2022年、「단 둘이서（二人きりで）」（9月21日公開）で若手女性トロット歌手の憧れである南珍のデュエットパートナーに抜擢される。
2023年11月から2024年2月、MBNのサバイバル番組『現役歌王』（朝鮮語版）に出演。後継番組の『日韓トップテンショー』第5回（2024年6月25日）では松田聖子の「青い珊瑚礁」を披露し、清涼感あふれる歌声と発音の良さが話題になる。同年12月4日、日本テレビ系列の生放送情報番組『DayDay.』で日本のテレビ放送初出演。「SPメドレー」のトップバッターとして「青い珊瑚礁」を披露した。
2025年1月16日、フジテレビ系の特別番組『歌ウマ女王日韓決戦JAPAN ROUND』に出演。松田聖子のデビュー曲「裸足の季節」をデビュー当時の松田聖子さながらの衣装とヘアスタイルで歌い、日本のSNSでも高い評価を得た。2月7日にはBESTie時代の2015年以来10年ぶりにKBSワールド『ミュージックバンク』に出演。
『歌謡舞台』や『KBS全国のど自慢』、『開かれた音楽会』といった音楽番組のほか、地域教養番組『6時、私の故郷』（朝鮮語版）の「頑張れ! 伝統市場（힘내라! 전통시장）」コーナーのレギュラーレポーター、『朝の広場』（朝鮮語版）（以上、KBS）やSBS『良い朝（좋은 아침）』（朝鮮語版）といった情報番組のパネラーとしても活躍。各地のイベントで行われる野外公演にも積極的に出演を重ねている。
2025年4月9日から、YouTubeでトーク番組「강혜연의 와따야」（カン・ヘヨンのワッタヤ）の配信を開始。

## 人物
- 名前は「蘭の花（蕙）のように美しく（姸）育つように」という願いを込めて祖父が命名した[1]。
- ペットはブラック&タンのメスの柴犬（豆柴）「トゥンイ（脂肪）」（2016年10月31日生まれ）とブリティッシュショートヘアのオス猫「テッチ」とスコティッシュフォールドのメス猫「メンメ」[22][23]。
- 豚かつが大好物で、1週間連続して食べたこともある。また、近所の日本式居酒屋がお気に入りの飲食店の一つ[24]。

- 日本のアニメ好き。特にお気に入りの『ONE PIECE』に至っては、キャラクターのフィギュアを組み立てて飾っている[24]。

- 趣味は観葉植物の世話をすること。部屋やベランダで数十種類あまりを育てている[24]。
- KBS 2TVのスポーツバラエティ番組『出発ドリームチーム』で優勝経験を持つが、本人曰く「運動が得意というより、根性でやるタイプ」[6]。実際、練習生時代は「運動音痴」と言われるほどダンスを苦手としたが、持ち前の努力で練習に打ち込みデビューを果たした[25]。
- 夢はディナーショーにふさわしい公演型歌手に成長し、尊敬する先輩トロット歌手であるチャン・ユンジョンのように全国ツアーができる歌手になること[26]。

## エピソード
- 中学生の頃に周囲からトロット歌手のチャン・ユンジョンに似ているとよく言われたことから、自然とトロットに親しみを抱くようになった[5]。デビュー後は、KARAのハン・スンヨンに似ているという声が度々上がる[1]。
- トロット転向でBESTie時代のファンが少なからず去り、ネット上では「アイドルで挫折したからトロットに転向した」といった中傷も流れた。また、アイドル出身であることへの偏見から、当初は先輩歌手に挨拶を無視されることさえあったが、「一度始めたからには最後までやり遂げよう」という覚悟で活動を続け、2021年に『明日はミス・トロット2』（テレビ朝鮮）で8位の成績を残したことで歌手としての成長と実力を示した[13]。ハローTV『旬のお姉さん シーズン3（제철누나 시즌3）』（2024年7月）で先輩のチャン・ユンジョンと共演した際には、「最も成長した後輩歌手」と評価されている[27]。
- 『明日はミス・トロット2』（テレビ朝鮮）準決勝のデュエット戦では、平壌芸術団から番組が特別に借り受けた水瓶を使ったパフォーマンスを準備し、練習の段階で制作陣に「大成功間違いなし」と太鼓判を押されていた。しかし収録日の前日、この日まで3週間息を合わせてきたデュエットパートナーが過去の校内暴力の告発を受けて降板。「なぜこんなことが起こるのだろう」と心が折れかかるも、「ここまで来たのだから、前を向いて最後までしっかりやろう」と自らを奮い立たせ、新パートナーのヤン・ジウン（朝鮮語版）と残された20時間を不眠不休で練習に費やして本番に臨む。互いを思いやって作り上げた舞台は審査員の好評価を得るも観客票が振るわず、結果的に僅差で決勝進出を逃した[28][29][30]。
- BESTie時代に日本語を勉強しており、当時は日記が書けるくらいにまで上達していた[31]。2024年11月26日の『歌ウマ女王日韓決戦JAPAN ROUND』（フジテレビ）の収録には再び自己学習で備え、受け答えの大半を通訳を介さずにこなし、続く12月4日の『DayDay.』（日本テレビ）でも自ら日本語で受け答えを行った。『6時、私の故郷』（KBS）の「頑張れ! 伝統市場」では、ロケ現場に居合わせた日本人に日本語でインタビューを試みたこともある[32]。

## ディスコグラフィ

### EXID（2012年）
- デジタルシングル『Holla』（2012年2月16日）：タイトル曲「Whoz that girl」

### BESTi（2013年 - 2017年）
BESTieとしての活動については「BESTieのディスコグラフィ」を参照。

### トロット歌手（2018年 - 現在）

#### デジタルシングル
| No. | タイトル                                      | 収録曲 |
| --- | --------------------------------------------- | --- |
| 1st | 왔다야（来た） （2018年10月31日）             | 1. 왔다야 2. 남자는 바보야（男はバカかだよ） 3. 왔다야（Inst.） 4. 남자는 바보야（Inst.） |
| 2nd | 만고땡（マンゴテン） （2020年12月3日）        | 1. 왔다야（Trot Ver.） 2. 남자는 바보야（Trot Ver.） 3. 만고땡 4. 왔다야（Remix Ver.） 5. 남자는 바보야（Remix Ver.） 6. 왔다야（Trot Ver./Inst.） 7. 남자는 바보야（Trot Ver./Inst.） 8. 만고땡（Inst.） |
| 3rd | 천치 바보야（チョンチバカ） （2022年12月8日） | 1. 천치 바보야 2. 천치 바보야（MR） |
| 4th | 彗星：カジマオ （2023年5月1日）               | 1. カジマオ 2. iya 3. カジマオ（MR） |
| 5th | 姸：고울연 （2023年10月10日）                 | 1. 그냥가면 어쩌나（このまま離れたら私はどうすればいいの） 2. 정들까 봐 3. 그냥가면 어쩌나（MR） 4. 그냥가면 어쩌나（Inst.）                                                                              |
| 6th | 몰라도 너무 몰랐네 （2025年4月26日）          | 1. 몰라도 너무 몰랐네 |

#### アルバム
| No. | タイトル                                       | 収録曲 |
| --- | ---------------------------------------------- | --- |
| 1st | サンデーヘヨン（선데이혜연） （2021年4月30日） | 1. ぴったり（척하면 척） 2. アルバム（사진첩） 3. 来た（왔다야） 4. 耐えられないように（못 견디게） 5. お兄さんは知らない（오빠는 몰라） 6. 胸が震える時（가슴 떨릴 때） 7. 来て来て（와요 와요） 8. マンゴテン（만고땡） 9. 男はバカだよ（남자는 바보야） |

#### その他
- メドレーアルバム『ミストロットテクノメドレー』（2020年9月21日）
- リミックスアルバム『그냥가면 어쩌나 Remix Ver.』（2024年8月4日）[33]

## 受賞
- 第1回「トロットミュージックアワード2024」（2024年4月12日）ポピュラートロット賞[34]

## 社会的活動
- ソウル特別市「青年社会サービス」広報映像（2020年9月3日）[35]
- 食品医薬品安全処「農薬ソング」広報映像（2021年12月28日）[36]
- 行政安全部「故郷愛寄付制」（韓国版ふるさと納税）広報映像（2022年12月8日）[37]
- 行政安全部「第4回島の日」広報大使（2023年6月15日委託）[38]
- 行政安全部「故郷愛寄付制」広報映像（2024年5月7日）[39]
- 行政安全部「第5回島の日」広報大使（2024年6月14日委託）[40]
- 済州特別自治道広報大使（2024年12月9日委託）[2]
- 江南区広報大使（2025年2月12日委託）[41]